# Marienstein (Eichstätt)
Marienstein (bairisch Mariaschdoi) ist ein Kirchdorf und ein Ortsteil der Stadt Eichstätt im oberbayerischen Landkreis Eichstätt.

## Lage
Marienstein liegt zwischen Eichstätt und Rebdorf im Altmühltal links des Flusses.

## Geschichte
Die Geschichte Mariensteins ist bis zur Säkularisation (1806) eng mit der Geschichte der Klöster Marienstein und Rebdorf verbunden.
Siehe die Hauptartikel Kloster Marienstein und Kloster Rebdorf
Das spätere „Marienstein“ ist erstmals 1216 als (Ansiedelung) „lapicidina“ (= Steinbruch bzw. „Steingrub“; die deutsche Namensform zeigt sich erst ab dem 15. Jahrhundert) in einem Vergleich zwischen der Dompfarrei Eichstätt und dem Kloster Rebdorf über das Pfarrrecht von Richolueszelle als Teil von Wasserzell und dem Steinbruch erwähnt; das Kloster löste dieses Pfarrrecht ab und erhielt außer den Zehentpfenningen und dem Blutzehent allen übrigen Zehent. In „Staingrub“ besaß das Kloster Rebdorf mehrere Güter, verlieh sie und kaufte welche hinzu, wie z. B. Urkunden des 15. Jahrhunderts zeigen.
1469  übersiedelte „in villula (= Weiler) Staingrub“ die um 1460 in Eichstätt durch die Färberstochter Walburga Eichhorn († 1484) gegründete  Klostergemeinschaft. In dem nunmehrigen „Mariastein“ (Namensform in Anlehnung an „Steingrub“ und der Jungfrau Maria gebildet) erfolgten 1470 die Grundsteinlegungen von Kloster und Kirche, 1471 deren Weihen. Bischof Wilhelm von Reichenau unterstellte das neue Kloster dem benachbarten Kloster Rebdorf und der Augustinerregel. 1474 erhielt das Kloster von den Redorfer Chorherren drei Hofraiten im Weiler Steingrub. 1482 heißt es in einer bischöflichen Urkunde, dass „der Weiler Steingrub … nun Mariastein heißt“. 1488 bestätigte Bischof Wilhelm von Reichenau die von einem Kanoniker gestiftete Klosterkaplanei in „Lapidismarie“. 1634 wurden Kloster und Kirche unter der Führung des Landgrafen Johannes von Hessen-Braubach von den Schweden eingeäschert und danach wiederaufgebaut. Infolge der Säkularisation wurde 1806 das Klostervermögen (Felder und Gebäude in Marienstein, Buxheim und Weigersdorf) an Bürger verkauft; als Zentralnonnenkloster blieb es jedoch noch bis zu seiner Aufhebung 1832 bestehen.
1814 wurde Marienstein (diese Schreibweise taucht 1801 auf, wird aber erst 1885 amtlich) durch ein Kgl. Organisationsdekret der Eichstätter Stadtpfarrei S. Walburg zugeteilt. Die Gottesdienste fanden in der ehemaligen Klosterkirche „Mariä Heimsuchung“ statt, die 1833 nach Abzug der letzten sechs Klosterfrauen, die hier als Pensionistinnen lebten, geschlossen, ausgeräumt und teilweise niedergelegt, schließlich 1842 durch die Käufer von 1838, dem Rentamtsboten Welsch und Genossen, wiederhergestellt und der Gemeinde Marienstein überlassen worden war. 1843 geweiht, galt sie nunmehr als Nebenkirche St. Anna der Pfarrei St. Walburg. 1877 erfolgte eine Renovierung.
Der Weiler Marienstein umfasste gegen Ende des Alten Reiches, um 1800, 13 Anwesen. Dem Kloster Marienstein gehörten zwei Häuser und das Hirtenhaus, dem Klosterrichteramt Rebdorf zehn Gebäude, darunter auch das Mariensteiner Klostergebäude mit dem Priorat. Die Hochgerichtsbarkeit übte das fürstbischöfliche Amt der Landvogtei aus, die Dorf- und Gemeindeherrschaft lag beim Klosterrichteramt Rebdorf. Als 1806 im neuen Königreich Bayern die Landgerichte eingerichtet wurden, bemühte sich die Stadt Eichstätt, den Wirkungsbereich des ihr zugestandenen Stadtgerichtes auf alle Orte des Landgerichts Eichstätt auszudehnen, die zu den Eichstätter Pfarreien gehörten, also auch auf Marienstein. Dies wurde 1810 staatlicherseits abgelehnt. Die 1818 gebildete Gemeinde Marienstein blieb Teil des Steuerdistrikts Wasserzell und umfasste das Kirchdorf Marienstein und das Dorf Rebdorf. Zwischen 1830 und 1856 kam Blumenberg hinzu, wo zunächst ein Haus entstanden war und sich im 20. Jahrhundert ein Weiler entwickelte, der im Jahr 1950 acht Wohngebäude mit 49 Einwohnern, im Jahr 1961 17 Wohngebäude mit 97 Einwohnern aufwies.
Am 1. Januar 1974 wurde Marienstein im Rahmen der Gebietsreform in Bayern in die Große Kreisstadt Eichstätt eingemeindet. In den 1980er Jahren wies der Ort einen landwirtschaftlichen Betrieb, ein Einzelhandelsgeschäft, drei Handwerksbetriebe, ein Müttergenesungsheim der Caritas (auch Kurhaus „St. Stilla“, dann Studentinnen-Wohnheim) sowie eine Schule für Erziehungshilfe im 1976 gegründeten Kinderdorf Marienstein auf.

## Sonstiges
- Die seit Ostern 1720 in der Klosterkirche Marienstein ruhenden Gebeine des hl. Coelestin wurden nach der Säkularisation des Klosters 1812 in die Heilig-Geist-Kirche zu Eichstätt und von dort 1835 in die ehemalige Dominikanerkirche SS. Peter und Paul in Eichstätt übertragen, nachdem diese Kirche seit der Klosteraufhebung 1806 im Jahr 1821 der Stadt wieder für religiöse Zwecke überlassen worden war und nunmehr Filiale der Dompfarrei war.[17]
- Eine kleine Kapelle in Marienstein befand sich 1937 beim „Untern Wirt“, und auf dem Weg nach Obereichstätt stand ein „Antoni“-Marterl.[18]
- Außer der 1879 gegründeten Freiwilligen Feuerwehr Marienstein gibt es an Vereinen den 1961 gegründeten Sportverein Marienstein (mit Sportplatz und Gaststätte) und den seit 1931 bestehenden Schützenverein Rebdorf-Marienstein.[19]

## Baudenkmäler

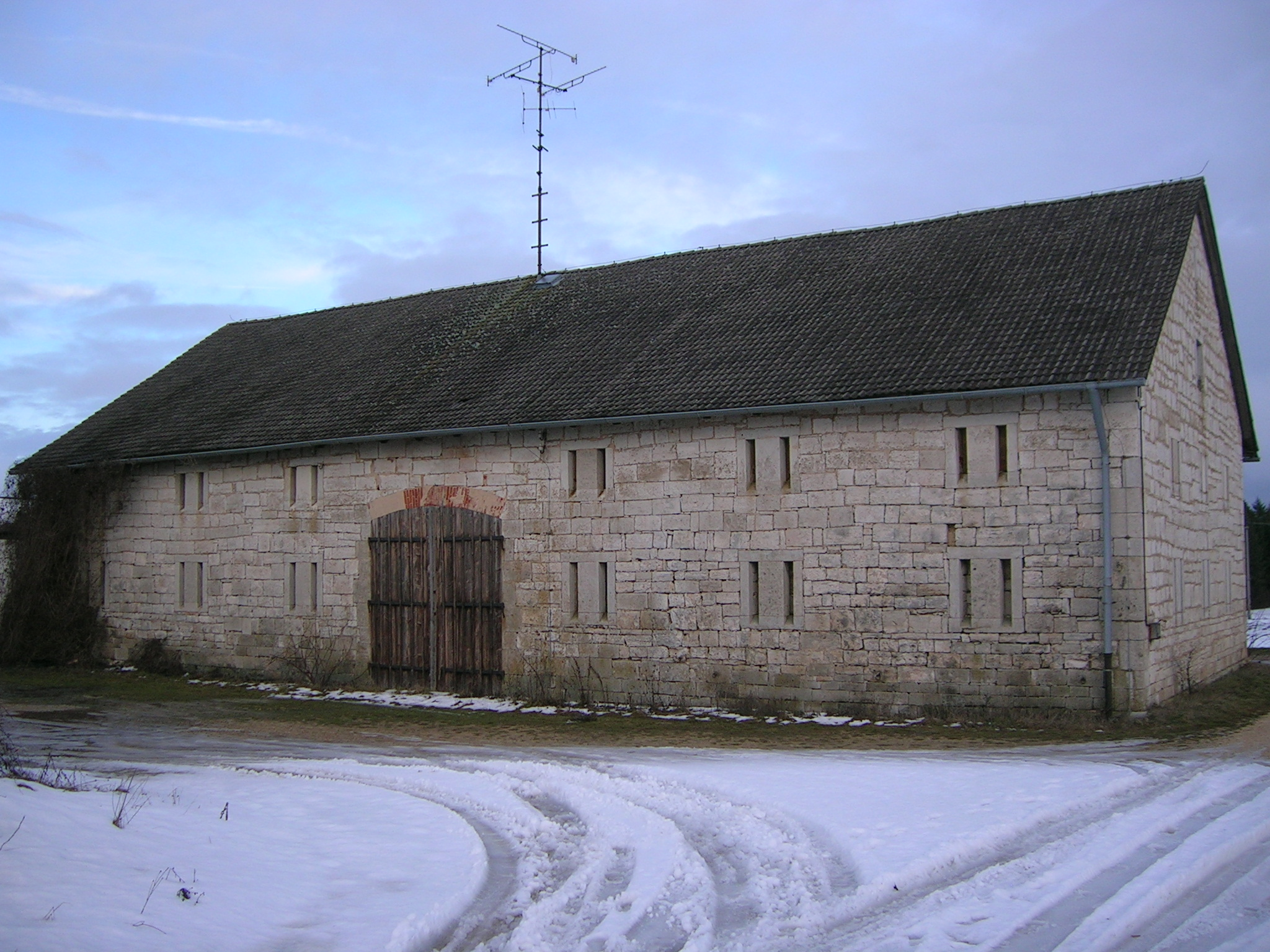
Baudenkmal Feldscheune, um 1860 errichtet

Außer dem Gebäudekomplex des ehemaligen Klosters sind als Baudenkmäler ausgewiesen:
- Feldscheune, um 1860
- Ehemaliges Wohn- und Werkstattgebäude Rebdorfer Straße 84, um 1870
- Ehemaliges Bauernhaus Rebdorfer Straße 92, wohl Ende 17. Jahrhundert

## Einwohnerentwicklung des Ortes Marienstein
- 1832: 116 (23 Häuser)[20]
- 1900: 192 (47 Wohngebäude)[21]
- 1912: 206[15]
- 1937: 226[22]
- 1950: 304 (53 Wohngebäude)[13]
- 1961: 227[14]
- 1973: 288[15]
- 1983: 322[15]
- 1987: 299[23]

## Einwohnerentwicklung der Gemeinde Marienstein
- 1832: 196[24]
- 1900: 922 in 69 Wohngebäuden; Fläche: 412,87 ha[21]
- 1950: 719 in 86 Wohngebäuden; Fläche: 412,87 ha[25]
- 1961: 748 in 98 Wohngebäuden; Fläche: 412,10 ha[14]

## Verkehrsanbindung
Marienstein liegt an der Staatsstraße 2230.